# Margaritolobium luteum
Margaritolobium luteum là một loài thực vật có hoa trong họ Đậu. Loài này được (I.M.Johnst.) Harms miêu tả khoa học đầu tiên.